# آلفونسو کوارون
آلفونسو کوارون (اسپانیایی: Alfonso_Cuarón‎; متولد ۲۸ نوامبر ۱۹۶۱) کارگردان، نویسنده، فیلمبردار، تهیه‌کننده و تدوین‌گر سینما است. وی را عمدتاً برای فیلم‌هایی چون یک پرنسس کوچک (۱۹۹۵)، و همچنین مادرت (۲۰۰۱)، هری پاتر و زندانی آزکابان (۲۰۰۴)، فرزندان انسان (۲۰۰۶)؛ جاذبه (۲۰۱۳) و رما (۲۰۱۸) می‌شناسند.
بسیار از آثار آلفونسو کوارون، مورد توجه مخاطبین و منتقدین قرار گرفته است. وی تاکنون ۶ بار نامزد دریافت جایزه اسکار در عناوین مختلف شده‌است؛ از جمله برای فیلم و همچنین مادرت نامزد جایزه اسکار در رشتهٔ بهترین فیلم‌نامهٔ غیراقتباسی در سال ۲۰۰۲ و نامزد دریافت جایزه گلدن گلوب برای بهترین فیلمِ غیرانگلیسی زبان (۲۰۰۲) و نامزد در دو جایزه بهترین فیلمنامه و بهترین فیلم غیرانگلیسی زبان از فستیوال فیلم بفتا (۲۰۰۳) و همچنین موفق به کسب بهترین فیلمنامه و بهترین بازیگر جوان زن و مرد از جشنواره فیلم ونیز (۲۰۰۱) و جایزه هنرمند جوان (۲۰۰۱) شده‌است. همچنین آلفونسو کوارون موفق به برنده شدن اسکار بهترین تدوین و بهترین کارگردانی، جایزه گلدن گلوب بهترین کارگردانی و یک جایزه بفتا برای فیلم جاذبه شد. آلفونسو کوارون برای فیلم رما در نود و یکمین دوره جوایز اسکار در ده رشته از جمله، بهترین فیلم و بهترین فیلم‌نامه غیراقتباسی نامزد دریافت جایزه اسکار بود که موفق شد سه جایزه بهترین فیلم خارجی‌زبان، بهترین کارگردانی و بهترین فیلم‌برداری را به خود اختصاص بدهد. آلفونسو کوارون نخستین شخص در تاریخ سینما است؛ که در یک مراسم موفق به دریافت جایزه کارگردانی و فیلم‌برداری شده‌است.
کارلوس نام برادر و خوناس نام پسرش است که هردوی آن‌ها نویسنده و کارگردان هستند و در بعضی از پروژه‌های وی با او همکاری داشته‌اند.

## کودکی
آلفونسو کوارون متولد شهر مکزیکو سیتی در کشور مکزیک است. پدرش آلفردو، یک فیزیکدان هسته‌ای می‌باشد که سالیان دراز برای آژانس بین‌المللی انرژی اتمی کار کرده‌است. وی دو برادر دیگر، یکی به نام کارلوس (که در عرصه سینما فعالیت دارد) و دیگر به نام آلفردو (که زیست‌شناس بقاء است).
آلفونسو کوارون در دانشگاه ملی مستقل مکزیک در رشته فلسفه و فیلم‌سازی تحصیل کرده که در این دانشگاه بود که با یکی از کارگردانان مکزیکی آشنا شده و در نهایت این آشنایی منجر به ساخت اولین فیلم کوارون که یک فیلم کوتاه بود می‌شود.

## حرفه
آلفونسو کوارون برای اولین بار کار خود را در تلویزیون و به عنوان یکی از عوامل فنی شروع کرد که بعدها در سمت کارگردان شروع به فیلم‌سازی و برنامه‌سازی برای تلویزیون نمود. دوران کارگردانی وی در تلویزیون باعث شد که وی توسط چند کارگردان مشهور مکزیکی، به عنوان دستیار کارگردان مشغول به کار شود.

### موفقیت بین‌المللی
شاید اولین حضور بین‌المللی کوارون با فیلم یک پرنسس کوچک رقم خود که آن را در آمریکا منتشر کرد. فیلم بعدی وی در عرصه بین‌الملل، فیلمی تحت نام انتظارات بزرگ بود که بازیگران سرشناسی چون رابرت د نیرو، ایتن هاک و گوئینت پالترو در آن به ایفای نقش پرداخته بودند. فیلم بعدی کوارون اما فیلمی به زبان اسپانیایی به نام و همچنین مادرت بود که مجدداً وی را به مکزیک برگرداند.
در سال ۲۰۰۴ کوارون فیلم هری پاتر و زندانی آزکابان را کارگردانی کرد. این فیلم بسیار مورد تحسین منتقدین و تماشاگران قرار گرفت. این تحسین‌ها تا جایی بود که این فیلم را بهتر از دو قسمت قبلی دانسته و اعتقاد داشتند تنها فیلم هری پاتری است که بسیار شبیه به رمان هری پاتر ساخته شده. این فیلم همچنین بهترین فیلم هری پاتر بود تا اینکه سال‌ها بعد، هری پاتر و یادگاران مرگ - قسمت دوم در سال ۲۰۱۱ رکورد آن را شکست.
از فیلم‌های بعدی وی می‌توان به فیلم موفق فرزندان انسان اشاره نمود که این فیلم نیز بسیار مورد توجه قرار گرفت و توانست نامزد دریافت سه جایزه اسکار شود. از بازیگران این فیلم می‌توان به کلایو اوون، جولیان مور و مایکل کین اشاره نمود. خود کوارون برای این فیلمش نامزد دریافت دو جایزه اسکار، یکی برای بهترین تدوین و دیگری برای بهترین فیلم‌نامه اقتباسی شد.
در سال ۲۰۱۰ آلفونسو کوارون کار بر روی پروژه فیلم جاذبه را شروع کرد. در این راه، دیوید هیمن که پیش‌تر با هم در فیلم هری پاتر نیز کار کرده بودند وی را همراهی می‌کرد. داستان فیلم در خصوص یک فضانورد گرفتار در فضا بود و بازیگرانی چون ساندرا بولاک و جورج کلونی در آن بازی می‌کردند. در نهایت این فیلم در سال ۲۰۱۳ منتشر شد. فیلم به قدری جذاب بود که نامزد دریافت ۹ جایزه اسکار در عناوین مختلفی شد که در بین آنها، آلفونسو کوارون توانست جایزه اسکار بهترین تدوین (به همراه یکی دیگر از عوامل فیلمش) و جایزه اسکار بهترین کارگردانی را برنده شود. وی اولین فیلم‌ساز کشورهای لاتین بود که این جایزه را از آن خود کرد.
وی در سال ۲۰۱۳ مجموعه تلویزیونی باور را خلق کرد که در ژانر تخیلی-فانتزی-ماجرایی است و از شبکه ان‌بی‌سی آمریکا پخش خواهد شد.

## زندگی شخصی

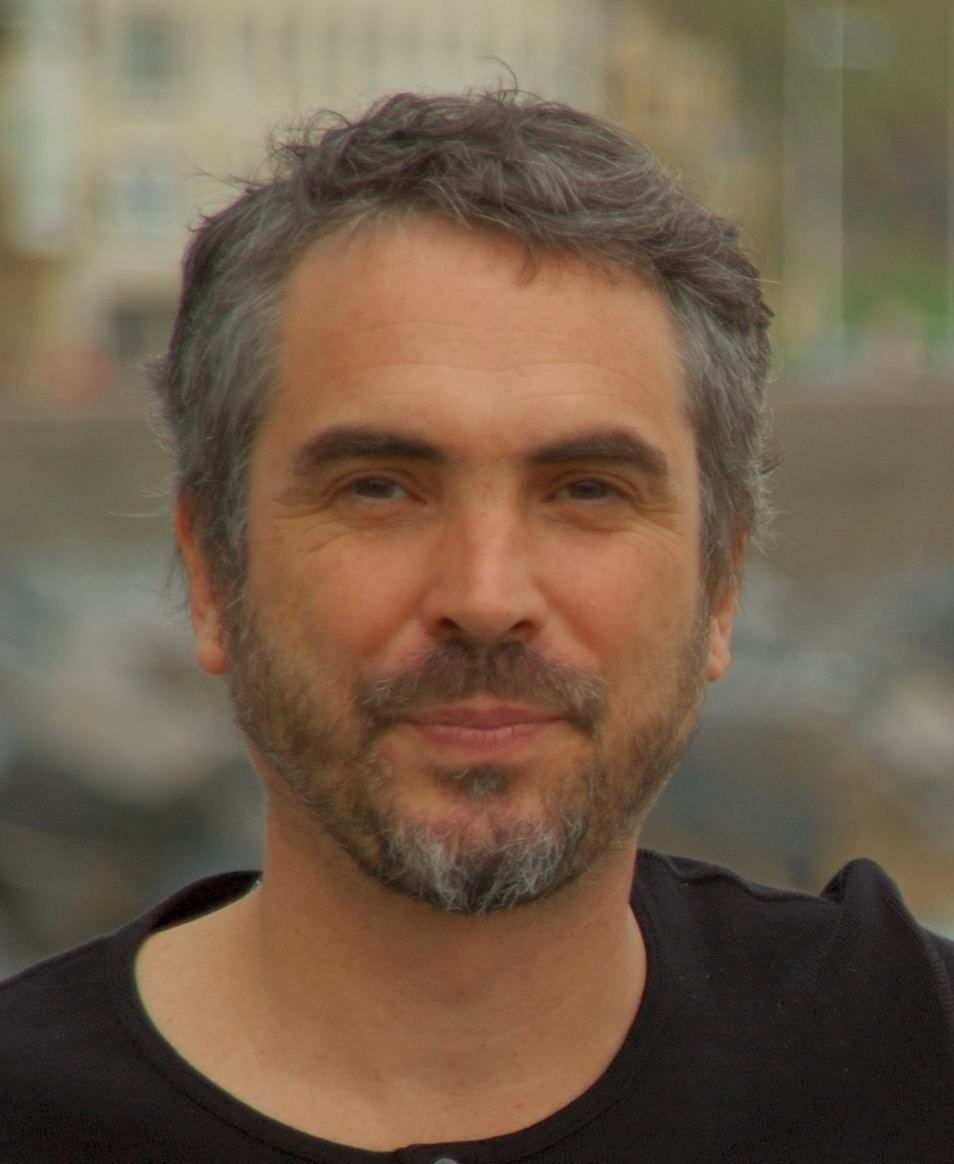
آلفونسو کوارون در سال 2006

آلفونسو کوارون گیاهخوار است و از سال ۲۰۰۰ تاکنون در شهر لندن زندگی می‌کند. وی از سال ۲۰۰۱ تا ۲۰۰۸ با یک روزنامه‌نگار و بازیگر استرالیایی ازدواج کرده بود که در نهایت از یکدیگر جدا شدند. حاصل این ازدواج، دو فرزند یکی دختر به نام تس (متولد ۲۰۰۳) و دیگر پسر به نام اولمو (متولد ۲۰۰۵) بود.

## فیلم‌شناسی
| سال  | فیلم                      | فعالیت   | فعالیت  | فعالیت    | فعالیت  | فعالیت          |
| سال  | فیلم                      | کارگردان | نویسنده | تهیه‌کننده | تدوینگر | دستیار کارگردان |
| ---- | ------------------------- | -------- | ------- | --------- | ------- | --------------- |
| ۱۹۸۶ | Les Pyramides Bleues      |          |         |           |         | آری             |
| ۱۹۹۱ | Sólo con tu pareja        | آری      | آری     | آری       | آری     |                 |
| ۱۹۹۵ | یک شاهدخت کوچولو          | آری      |         |           |         |                 |
| ۱۹۹۸ | آرزوهای بزرگ              | آری      | آری     |           |         |                 |
| ۲۰۰۱ | و همچنین مادرت            | آری      | آری     |           | آری     |                 |
| ۲۰۰۴ | هری پاتر و زندانی آزکابان | آری      |         |           |         |                 |
| ۲۰۰۴ | Crónicas                  |          |         | آری       |         |                 |
| ۲۰۰۴ | قتل ریچارد نیکسون         |          |         | آری       |         |                 |
| ۲۰۰۵ | Black Sun                 |          |         | آری       |         |                 |
| ۲۰۰۶ | فرزندان انسان             | آری      | آری     |           | آری     |                 |
| ۲۰۰۶ | هزارتوی پن                |          |         | آری       |         |                 |
| ۲۰۰۷ | Year of the Nail          |          |         | آری       |         |                 |
| ۲۰۰۸ | Rudo y Cursi              |          |         | آری       |         |                 |
| ۲۰۱۳ | جاذبه                     | آری      | آری     | آری       | آری     |                 |
| ۲۰۱۸ | رما                       | آری      | آری     | آری       | آری     |                 |